# あのクリスマス
『あのクリスマス』（原題・フランス語: Les grandes claques）は、アニー・スト＝ピエール監督による2021年のカナダの短編ドラマ映画である。スティーヴ・ラプランプ演じる離婚して間もないデニスがクリスマス・イヴに娘のジュリーたちを元義理の両親宅に迎えに行く様が描かれる。
プレミア上映は2021年のサンダンス映画祭で行われた。日本では2021年のショートショートフィルムフェスティバル&アジアで上映された。
この映画は2021年のトロント国際映画祭のカナダ・トップ・テンの短編部門に選出された。第94回アカデミー賞短編映画賞には12月発表のショートリストに選出された。

## キャスト
- スティーヴ・ラプランテ
- リル・ロイ＝ラヌエット（英語版）
- ラリッサ・コリヴォー（英語版）